# Parafia Błogosławionych Płockich Biskupów Męczenników w Ciechanowie
Parafia pw. Błogosławionych Płockich Biskupów Męczenników – rzymskokatolicka parafia należąca do dekanatu ciechanowskiego wschodniego, diecezji płockiej, metropolii warszawskiej. Siedziba parafii mieści się w Ciechanowie, w powiecie ciechanowskim, w województwie mazowieckim, 
Parafia została erygowana 6 lipca 2009 roku przez biskupa Piotra Liberę.

## Miejsca święte

### Kościół parafialny
Nabożeństwa są sprawowane w tymczasowej kaplicy.

## Obszar parafii

### Miejscowości i ulice
W granicach parafii znajdują się miejscowości: 

- Grędzice,
- Rzeczki Orszymy,
- Rzeczki Wolki,
- Mieszki Różki,
- Mieszki Atle,
- Mieszki Wielkie,
- Sokołówek,
- Baby,
- Nużewko,
- Nużewo,
- Gołoty

oraz w Ciechanowie: 
- ulicę Płońską;
- Osiedla: 
  - Krubin,
  - Bielin,
  - Krubinek;
  - teren osiedla 40-lecia: od skrzyżowania ul. Płońskiej i Mleczarskiej do rzeki Łydynia, następnie rzeką w kierunku Bielina do granicy miasta.